# Aka trachys
Aka trachys är en svampdjursart som beskrevs av de Laubenfels 1954. Aka trachys ingår i släktet Aka och familjen Phloeodictyidae.
Artens utbredningsområde är Guam. Inga underarter finns listade i Catalogue of Life.